# Mieczysław Maślanko

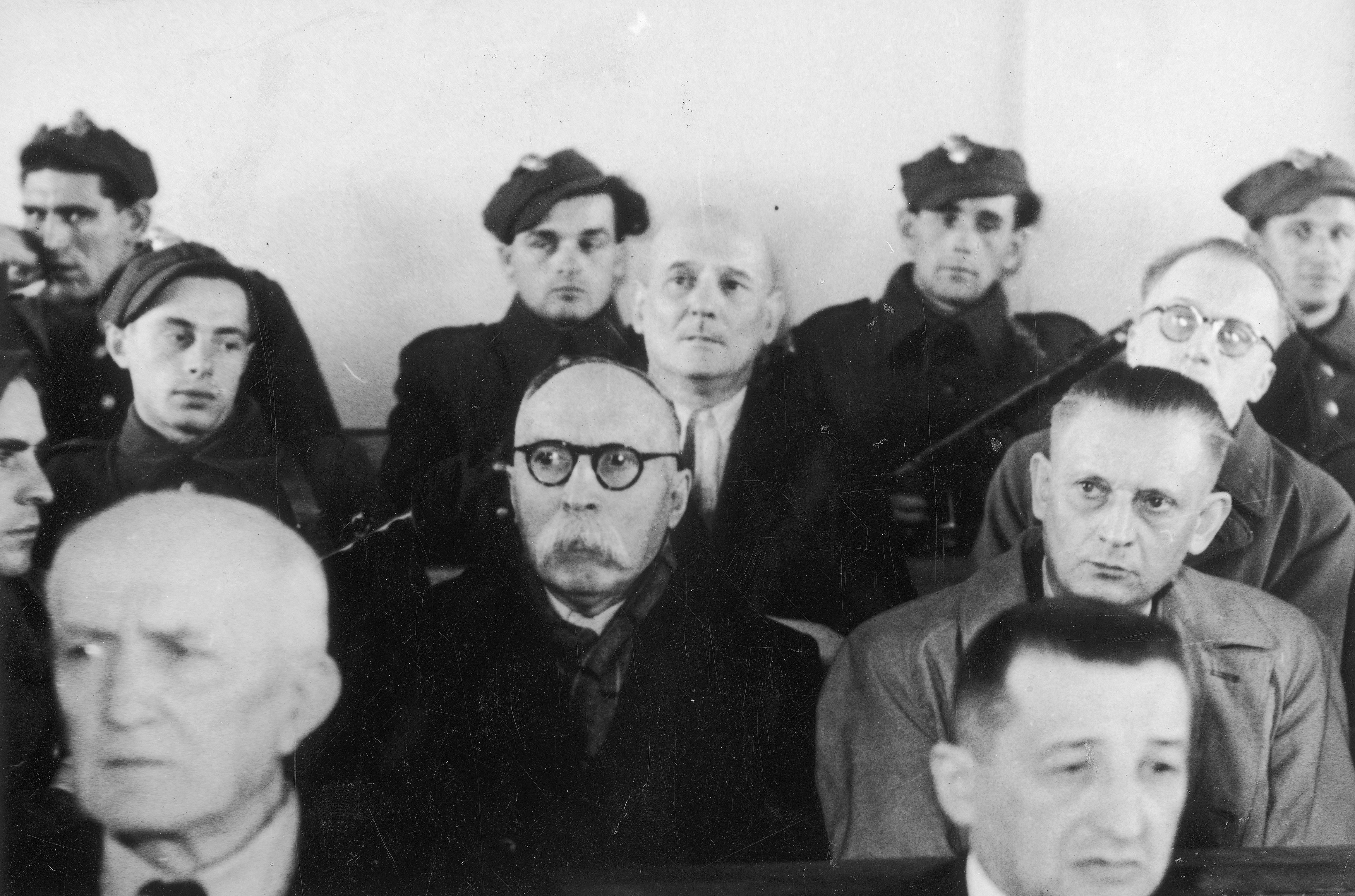
Mieczysław Maślanko (w prawym dolnym rogu) podczas procesu Kazimierza Pużaka i innych przywódców PPS-WRN

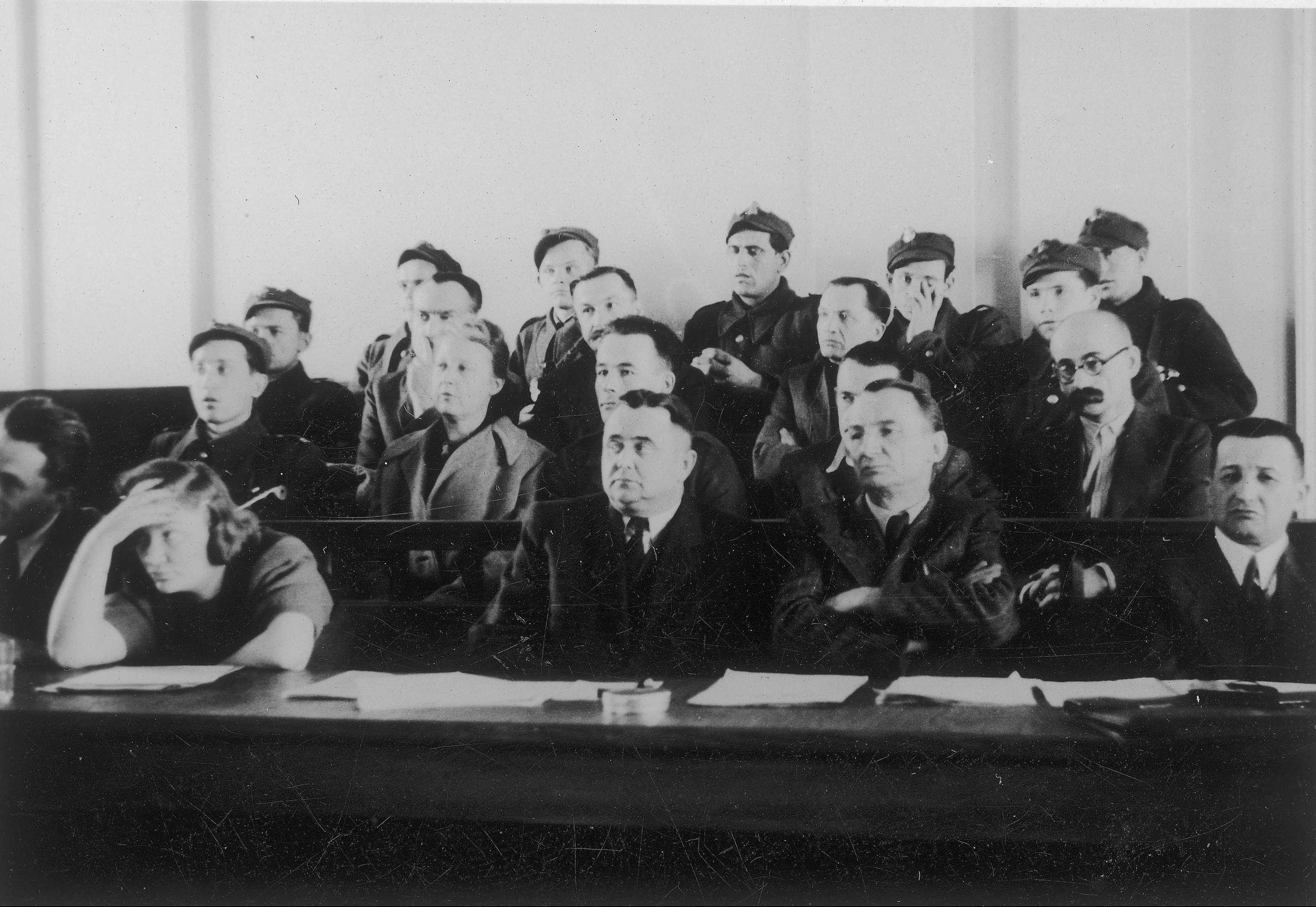
Mieczysław Maślanko (pierwszy z prawej) podczas procesu Witolda Pileckiego

Mieczysław Maślanko, ur. jako Mojżesz Maślanko (ur. 7 września 1903 w Warszawie, zm. 20 kwietnia 1986 tamże) – polski adwokat pochodzenia żydowskiego.

## Życiorys
Urodził się jako Mojżesz, syn Juliana, administratora budynków mieszkalnych przy ulicy Nalewki w Warszawie, oraz Marii z domu Trop.
Ukończył gimnazjum realne w Warszawie, a następnie, w 1923 roku, studia prawnicze na Uniwersytecie Warszawskim. W latach 1926–1930 odbywał w Warszawie aplikację sądową, a w latach 1930–1933 aplikację adwokacką w kancelarii Aleksandra Margolisa. Następnie, do wybuchu II wojny światowej, prowadził w Warszawie własną kancelarię adwokacką przy ulicy Wierzbowej 4.
Podczas okupacji niemieckiej został pozbawiony prawa wykonywania zawodu i przebywał w getcie warszawskim, gdzie zatrudniony był w Wydziale Prawnym Judenratu. Pełnił tam funkcję przewodniczącego Sądu Dyscyplinarnego. Według niektórych relacji posiadał wówczas prawo do noszenia czapki Jüdischer Ordnungsdienst. Podczas wielkiej akcji deportacyjnej ukrywał się w więzieniu przy ul. Gęsiej. 19 kwietnia 1943 roku został wywieziony z getta do KL Majdanek, gdzie opieką objął go Mieczysław Prószyński. Następnie przebywał także w Auschwitz-Birkenau, a później w Sachsenhausen. W Auschwitz pomagali mu Jan Mosdorf i Adam Kuryłowicz. W Sachsenhausen przebywał do wyzwolenia obozu.
30 maja 1945 roku powrócił do Warszawy, zamieszkując tymczasowo u adwokata Henryka Nowogródzkiego. Następnie podjął pracę w Komisji Prawnej Biura Historycznego przy Centralnym Komitecie Żydów Polskich. W październiku 1945 roku Tymczasowy Zarząd Izby Adwokackiej w Warszawie delegował go do Łodzi, w celu przeprowadzenia tam dochodzeń w dwóch sprawach dyscyplinarnych. 15 czerwca 1946 roku został powołany w skład Komisji Prawniczej Naczelnej Rady Adwokackiej. Prowadził własną kancelarię adwokacką przy ulicy Szerokiej 33. W 1948 roku wraz z Mieczysławem Rettingerem i Antonim Landauem założył spółkę adwokacką „ReMLau” z siedzibą przy ulicy Wspólnej 35.
Od listopada 1945 roku był wpisany na listę obrońców wojskowych, od tego czasu występował głównie przed sądami wojskowymi. Podczas procesu dwudziestu trzech był obrońcą Franciszka Karaudy. Był także obrońcą podczas procesu Antoniego Symonowicza, Zdzisława Sadowskiego i Jerzego Regulskiego w czerwcu 1946 roku. W październiku tego samego roku był obrońcą Szymona Poradowskiego. Miesiąc później był obrońcą podczas procesu oskarżonych o zabójstwo Bolesława Ścibiorka, a następnie także obrońcą Stanisława Miodońskiego podczas procesu dowódców Narodowych Sił Zbrojnych. Brał również udział w procesie Zygmunta Augustyńskiego.
W styczniu 1947 roku był świadkiem podczas procesu Josefa Meisingera. Na przełomie stycznia i lutego 1947 roku był obrońcą Jana Rzepeckiego i Emilii Malessy podczas procesu I Zarządu Zrzeszenia Wolność i Niezawisłość. Później był obrońcą podczas procesu członków Komitetu Ziem Wschodnich. W 1947 roku bronił także Wacława Lipińskiego i Haliny Sosnowskiej. W tym samym roku został przydzielony do obrony pułkownika Franciszka Niepokólczyckiego podczas jego procesu przed Wojskowym Sądem Rejonowym w Krakowie. Podczas procesu Witolda Pileckiego pełnił funkcję obrońcy Witolda Różyckiego.  
W listopadzie 1948 roku był obrońcą Tadeusza Szturm de Sztrem i Ludwika Cohna podczas procesu przywódców PPS-WRN. W lipcu 1949 roku bronił Wiktora Leśniewskiego oraz Adama Doboszyńskiego. Podczas procesu Tatar-Utnik-Nowicki był obrońcą majora Władysława Romana, następnie bronił także generała Eugeniusza Luśniaka. W lutym 1950 roku był obrońcą podczas procesu w tzw. sprawie Robineau. W grudniu tego samego roku był obrońcą głównego oskarżonego w procesie Turnera. W grudniu 1951 roku bronił Stanisława Nienałtowskiego. We wrześniu 1952 roku bronił członków organizacji „Kraj” oskarżonych o zamordowanie Stefana Martyki. Bronił również Augusta Emila Fieldorfa, składając prośbę o ułaskawienie go do Rady Państwa. Był obrońcą z urzędu podczas procesu biskupa Kaczmarka i procesu Bolesława Kontryma. W tajnych procesach bronił również m.in. Mieczysława Siewierskiego.  
Cechą obron prowadzonych przez Maślankę było niekwestionowanie „faktów” i dowodów przedstawianych przez oskarżycieli, jego obrona często przypominała nawet pomoc procesową dla oskarżycieli. W związku z nieprawidłowym prowadzeniem spraw, w 1957 roku Rada Adwokacka w Warszawie wszczęła przeciwko niemu 4 postępowania dyscyplinarne, zostały one jednak później umorzone.
W latach 1955–1957 był jednym z obrońców Józefa Różańskiego. W 1955 roku został powołany w skład komitetu redakcyjnego „Biuletynu Naczelnej Rady Adwokackiej”. Był wieloletnim członkiem Żydowskiego Instytutu Historycznego, będąc m.in. przewodniczącym jego Komisji Rewizyjnej. Był również działaczem Zrzeszenia Prawników Polskich.
Od listopada 1952 roku był członkiem Zespołu Adwokackiego nr 6 w Warszawie. Od 1961 roku był członkiem Zespołu Adwokackiego nr 33, a od 1968 roku Zespołu Adwokackiego nr 6 w tym samym mieście. Na początku lat 60. XX wieku był patronem Jana Olszewskiego podczas jego aplikacji adwokackiej. Jako adwokat był obrońcą w wielu głośnych sprawach, m.in. w procesie profesora Kazimierza Tarwida. W 1978 roku przeszedł na emeryturę.
W 1969 roku zeznawał podczas procesu Josefa Blösche w Erfurcie.
Był żonaty, jego żona zmarła w 1980 roku. Zmarł 20 kwietnia 1986 roku w Warszawie, 5 dni później został pochowany na Cmentarzu Wawrzyszewskim. Pogrzeb miał charakter katolicki.

## Odznaczenia
- Krzyż Oficerski Orderu Odrodzenia Polski[23][25]
- Medal 10-lecia Polski Ludowej[23]
- Złota Odznaka „Adwokatura PRL”[23][25]

## Odniesienia w kulturze
W sztuce Cisi i gęgacze, czyli bal u prezydenta Janusza Szpotańskiego pojawia się postać wielkiego Mieczysława, którego pierwowzorem był Maślanko.
W filmie Generał Nil w jego rolę wcielił się Jakub Wieczorek. W fabularyzowanych filmach dokumentalnych Jan Mazurkiewicz ps. „Radosław” i Radosław II w jego rolę wcielił się Andrzej Niemirski.